# Jalil Zandi
Dit overzicht is mogelijk incompleet; u kunt helpen door het uit te breiden.
Jalil Zandi luisterⓘ(Garmsar, 2 mei 1951 - Teheran, 1 april 2001) was een Iraans vliegende aas uit de Irak-Iranoorlog.
Zandi is de meest succesvolle gevechtspiloot tijdens Irak-Iranoorlog en succesvolle piloot in een F-14 wereldwijd. Tijdens zijn carrière schoot hij ( met zekerheid) 11 gevechtsvliegtuigen neer, en mogelijk 3 meer. De overwinningen bestaan uit vier MiG-23s, twee Soe-22s, twee MiG-21s en 3 Mirage F1's.